# Lars Nilsson (historiker)
Lars Herbert Nilsson, född 31 maj 1945 i Norrköpings S:t Olai församling, Östergötlands län, är en svensk historiker.
Nilsson studerade nationalekonomi och historia vid Stockholms universitet och blev filosofie doktor i historia där 1980 på avhandlingen Näringsliv och befolkning i Kalmar 1910–1975. Han var forskningsassistent vid historiska institutionen 1985–1989 och var därefter vikarie för Christer Winberg som professor i stads- och kommunhistoria vid Stockholms universitet, innan han 1995 blev innehavare av denna professur. Han var även föreståndare för Stads- och kommunhistoriska institutet 1990–2015.
Nilssons forskning är inriktad på den moderna urbaniseringen och svensk stadsutveckling i ett jämförande perspektiv. Han är ledamot av priskommittén för Hertig Karls pris.